# 羅浮童軍
英語:(Rover Scout)，世界以童軍活動中男性及女性青年為主的年齡階段（17-26歲）。羅浮群，意思是類同於一個童軍團，也被稱做為羅浮群。
這個年齡階段開始於1922年，隨著童軍活動成功地成長與茁壯，開始有計畫地成立此階段，讓已超齡的青年男性繼續參加童軍活動。後來在全世界的童軍組織裡，本項計畫迅速地通過實施。
自羅浮童軍成立開始，它經歷了許多變化。有些國家的童軍組織不再包括羅浮方案，但以其他方案替代。而許多國家，仍有童軍組織以替代方案來維持最早的原始構想。儘管計畫不同，所有組織仍繼續提供各式方案，為20多歲的青年，或有時包括女性提供參加的年齡階段。

## 起源
「羅浮童軍」術語的第一次使用是在1918年8月於羅伯特·貝登堡的《童軍總部公報》中，而此方案則於1919年11月完全建立。貝登堡為了這個新方案專門撰寫了一份手冊，並於1922年出版，書名為《羅浮邁向成功之路》。此書包含了貝登堡關於快樂成人生活的哲學觀，以及羅浮童軍可以自行組織的活動概念。直到1964年，此書的英語版仍持續推出修訂版，並翻譯成其他不同的語言。

## 各國羅浮童軍

### 中華民國
目前中華民國的羅浮童軍活動比起其他年齡層之童軍活動較為式微，羅浮童軍年齡層定為年滿17歲至26歲生日前。
中華民國的羅浮童軍階段總共分為見習羅浮、授銜羅浮與服務羅浮3個階級，達成一定的資歷並完成規定的要求後可獲得晉級資格，皆依據《中華民國羅浮童軍組織與進程》進行考驗與晉級。年滿18歲至24歲之青年，或年滿17歲曾為高級童軍者，可以加入羅浮群，於羅浮群會議議決後，由群長（團長）頒發見習章成為見習羅浮；授銜羅浮得成為見習羅浮滿六個月以上，由群長初審及推薦，經羅浮群會議及團長複審後，在授銜儀式中由團長或羅浮顧問頒發授銜羅浮章；服務羅浮得成為授銜羅浮滿十二個月以上，經羅浮群會議及團長初審及推薦，並獲羅浮暨青年委員會委任之單位複審通過後，由中華民國童軍總會於公開儀式頒發服務羅浮章。。
中華民國的羅浮童軍大多以大專院校為組織羅浮群或羅浮童軍團的單位，以學校社團形式進行運作，少數則以社區複式童軍團下設羅浮群的方式運作。
較廣為人知之羅浮活動有「全國羅浮群長年會」與「全國羅浮大會」。

### 加拿大
https://www.scouts.ca/programs/canadian-path/rover-scouts/overview.html （页面存档备份，存于）